# Remigio Vega Armentero
Remigio Vega Armentero (Valladolid, 1852-Ceuta, 1893) fue un escritor español perteneciente al naturalismo.

## Trayectoria
Al igual que otros muchos escritores pertenecientes al partido Partido Republicano Progresista de Manuel Ruiz Zorrilla, fue anticlerical y masón y muy joven ya participó en las barricadas que republicanos y federalistas levantaron en Valladolid contra las tropas del general Manuel Pavía el 4 y 5 de enero de 1874.
Ese mismo año se enamoró de una huérfana alsaciana que curaba a los combatientes, Cecilia Ritter Mathis, con la que se casó y tuvo tres hijos. 
Publica en la prensa republicana de Valladolid y se bate varias veces en duelo en defensa de sus ideas. Por entonces empieza a dar señales de cierto trastorno psíquico, al pensar que su mujer le esconde los papeles. Trasladado a Madrid en 1880, prosiguió su carrera literaria y trabajó como burócrata. Colaboró en Las Dominicales del Libre Pensamiento y recopiló algunos de sus artículos periodísticos en el volumen Una cuestión grave, los ferrocarriles españoles (1884). Imprimió además Un estúpido, un canalla y un infame (1885), donde, como si fuera el fiscal de un auténtico juicio, analiza los reinados de Carlos X, Luis Felipe de Orleans y Napoleón III. A ese le seguirá el prólogo a una miscelánea sobre literatura china escrito en colaboración con Hidalgo de Mobellán para la Biblioteca Universal de Francisco Pi y Margall. 
En 1886 publica La ralea de la aristocracia (1886), su primera novela, impregnada de un fatalismo típicamente naturalista. Describe el tormento de un joven que comete un crimen al ver frustradas sus esperanzas. La locura provocada por un desengaño amoroso es el leitmotiv de Doble adulterio. El fango del boudoir (1887). Su protagonista, Matilde, comete varios asesinatos cuando descubre al recibir un anónimo que su marido se entiende con su mejor amiga. Lleva una "Carta prólogo" de Armand Loustalot, crítico parisino, donde se dice que el cometido de la novela es "descubrir las lesiones y tumores de esa carne enferma e insaciable del cuerpo social y presentar al desnudo los vicios que más la enervan y corrompen". Pero en todas estas novelas aparecen no sólo plasmados los vicios sociales de su tiempo, sino las propias obsesiones de Remigio Vega Armentero, quien, aparte de sus celos patológicos, cuenta con muy fundadas sospechas de que su mujer le engaña; Cecilia Ritter, gracias a sus clases de francés y a sus habilidades como concertista de piano, no sólo aportaba más dinero que su marido al presupuesto familiar, sino que también era toda una celebridad en los salones del gran Madrid.
El escritor, invadido por unos celos justificados y no sólo patológicos, publicó entonces La Venus granadina (1888), donde, meses antes de cometerlo, anuncia ya su crimen; el protagonista, Nicolás, se distrae pensando una terrible venganza cuando su amada se lía con un señorito y se fuga. El escritor es entonces advertido por un anónimo de la infidelidad de su esposa y el 26 de marzo de 1888 el escritor sobrevive a un intento de asesinato; eso le provoca entonces la fantasía de que el autor del frustrado crimen es un sicario pagado por Cecilia y su amante, otro francés. El caso es que Cecilia intentó envenenarle en vano tres meses después, y luego urdió un plan para encerrarlo en el manicomio del doctor José María Esquerdo en Carabanchel Bajo, lo que logró a fin de cuentas gracias al carácter neurótico y monomaniático del escritor, por más que sus paranoias tuviesen, como se ha visto, clara justificación.
Cecilia introdujo al alienista Jaime Vera con un falso nombre en su casa para que este certificase la locura de Remigio. Confinado en el manicomio en octubre de ese mismo año, el doctor Esquerdo (que desconocía el encierro del escritor) le dio un alta provisional. Otra vez en la calle, Remigio descubre que su familia le ha abandonado y ha perdido la custodia de sus hijos. El 20 de noviembre de 1888 vuelve a encontrarse con su mujer y la mata de cinco disparos.
El año de su juicio y condena por homicidio a cadena perpetua (1889) lo pasa en la Cárcel Modelo de Madrid donde escribe ¿Loco o delincuente?, novela autobiográfica aparecida en 1890 con el subtítulo de "social y contemporánea" en la que da noticia de su triste experiencia. En ella Adriana, profesora de piano y esposa del narrador, Carlos, tiene de amante a Enrique Vitorini, y siembra en sus tres hijos el odio al padre. Lo interna en un manicomio, del que sale libre por su lucidez; comprueba que su mujer pretende hundirlo y en un arrebato, en la calle, dispara sobre Adriana y se entrega.
La sentencia real, confirmada por el Tribunal Supremo a comienzos de 1890, le lleva al penal de Ceuta. El caso conmocionó a todo Madrid, no sólo porque fueron muchos los prohombres y ediles seducidos por las artes de su letal esposa francesa, sino por las muchas circunstancias e implicaciones sociales y políticas que rodearon el caso; por ejemplo, la polémica suscitada con ocasión del procedimiento entre partidarios y detractores de la institución del jurado, o la comentada intervención extrajudicial del ministro Segismundo Moret, de quien con insistencia se dijo había sido protector de la víctima y que a juzgar por la sentencia lo fue, o por la inusual pena impuesta (cadena perpetua, cuando los homicidios por adulterio apenas se castigaban entonces con simbólicas penas de destierro), tras la pulcra defensa confiada al prestigioso abogado y exministro Manuel Pedregal Cañedo, pese a que fue acreditada la conducta adúltera de la difunta (aunque lucía siempre los modales de una ultra beata, llevaba encima en el momento de ser asesinada una veintena de cartas de su amante de un subido color erótico y hasta pornográfico, que fueron inútilmente aireadas por la defensa) y el sinuoso complot trazado con su amante para apartar al esposo, o por la importante razón de que la condena del reo (bohemio, republicano, blasfemo, masón y librepensador) devolvió tranquilidad a la ortodoxia social cristiana de los biempensantes conservadores y su convicción de que los malos eran los de siempre. 
El mejor seguimiento informativo del proceso fue el del diario La Justicia, entonces dirigido por Rafael Altamira. La novela se reimprimió otra vez a los dos meses de ser puesta a la venta; su autor se libró de la pena de muerte al quedar probada en la causa la infidelidad de su mujer, lo que se tuvo por atenuante. Condenado a cadena perpetua, murió en Ceuta en noviembre de 1893.

## Obras

### Narrativa
- La ralea de la aristocracia. Novela original, Madrid: Diego C. Romero Editor, 1886.
- Doble adulterio. El fango del boudoir. Novela social, Madrid: Juan Muñoz Sánchez Editor,  1887.
- La venus granadina. Novela social, Madrid: Administración de Juan Muñoz Sánchez, 1888.
- ¿Loco o delincuente?. Novela social contemporánea, Madrid: El Porvenir Editorial. José Matarredona, 1890. También en reciente ed. e introducción (pp. 13-84) de Pura Fernández, Madrid: Celeste Ediciones, 2001.

### Ensayos y artículos
- Una cuestión grave, los ferrocarriles españoles (1884)
- Un estúpido, un canalla y un infame (1885).